# Tour of the Gila
Le Tour of the Gila est une course cycliste sur route par étapes disputée annuellement depuis 1987 au Nouveau-Mexique aux États-Unis. Deux compétitions, masculine et féminine, ont lieu simultanément. Le Tour of the Gila fait partie de l'USA Cycling National Racing Calendar, calendrier de courses établi par USA Cycling.
En 2009, à la suite de l'annonce d'un risque d'annulation en raison de difficultés financières, le Tour of the Gila a reçu des dons du public et le soutien du fabricant de composants de vélo SRAM, qui devient le sponsor-titre de la course. Ces apports ont permis d'organiser la course,. Celle-ci a par ailleurs été médiatisée en raison de la présence de Lance Armstrong et de ses coéquipiers Levi Leipheimer et Christopher Horner, qui ont disputé l'épreuve en formant une équipe nommée Mellow Johnny's. Leipheimer a remporté cette édition, devant Armstrong. L'année suivante, il l'emporte à nouveau sous le même maillot et toujours en compagnie de Lance Armstrong.
L'édition 2017 de l'épreuve est marquée par la mort de Chad Young qui est mort cinq jours après une chute sur la course.
Les deux courses (masculine et féminine) de l'édition 2020 sont annulées, en raison de la pandémie de Covid-19 aux États-Unis, tout comme celles de 2021.

## Palmarès masculin
| Année | Vainqueur          | Deuxième           | Troisième           |                  |
| ----- | ------------------ | ------------------ | ------------------- | ---------------- |
| 1987  | Andy Bishop        |                    |                     |                  |
| 1988  | Gavin O'Grady      |                    |                     |                  |
| 1989  | John Lieswyn       |                    |                     |                  |
| 1990  | Andrew Miller      |                    |                     |                  |
| 1991  | Björn Bäckmann     |                    |                     |                  |
| 1992  | Kevin Livingston   |                    |                     |                  |
| 1993  | José Robles López  |                    |                     |                  |
| 1994  | Andrew Miller      |                    |                     |                  |
| 1995  | Jonathan Vaughters |                    |                     |                  |
| 1996  | Burke Swindlehurst |                    |                     |                  |
| 1997  | Bart Bowen         |                    |                     |                  |
| 1998  | Burke Swindlehurst |                    |                     |                  |
| 1999  | Chris Wherry       |                    |                     |                  |
| 2000  | Eric Wohlberg      | Eddy Gragus        | Doug Ziewacz        |                  |
| 2001  | Scott Moninger     | Michael Creed      | Doug Ziewacz        |                  |
| 2002  | Chris Wherry       | Scott Moninger     | Danny Pate          |                  |
| 2003  | Andrew Miller      | Ubaldo Mesa        | Todd Wells          |                  |
| 2004  | Scott Moninger     | Michael Jones      | Davide Frattini     |                  |
| 2005  | Burke Swindlehurst | Ivan Stević        | Ubaldo Mesa         |                  |
| 2006  | Chris Baldwin      | Scott Moninger     | Burke Swindlehurst  |                  |
| 2007  | Nathan O'Neill     | Chris Baldwin      | Scott Moninger      |                  |
| 2008  | Gregorio Ladino    | Burke Swindlehurst | Anthony Colby       |                  |
| 2009  | Levi Leipheimer    | Lance Armstrong    | Phil Zajicek        |                  |
| 2010  | Levi Leipheimer    | Tom Danielson      | Phil Zajicek        |                  |
| 2011  | Francisco Mancebo  | Dale Parker        | Lachlan Morton      |                  |
| 2012  | Rory Sutherland    | Chad Beyer         | Joe Dombrowski      |                  |
| 2013  | Philip Deignan     | Phillip Gaimon     | Francisco Mancebo   |                  |
| 2014  | Carter Jones       | Gregory Brenes     | Rob Britton         |                  |
| 2015  | Rob Britton        | Daniel Jaramillo   | Gavin Mannion       |                  |
| 2016  | Lachlan Morton     | Alexander Cataford | Rob Britton         |                  |
| 2017  | Evan Huffman       | Serghei Țvetcov    | Taylor Eisenhart    |                  |
| 2018  | Rob Britton        | Gavin Mannion      | Kyle Murphy         |                  |
| 2019  | James Piccoli      | Óscar Sevilla      | Nickolas Zukowsky   |                  |
| 2020  | annulé/abandonné   | annulé/abandonné   | annulé/abandonné    | annulé/abandonné |
| 2021  | annulé/abandonné   | annulé/abandonné   | annulé/abandonné    | annulé/abandonné |
| 2022  | Sean Gardner       | Matteo Dal-Cin     | Torbjørn Andre Røed |                  |
| 2023  | Alex Hoehn         | Óscar Sevilla      | Torbjørn Andre Røed |                  |
| 2024  | Tyler Stites       | Walter Vargas      | Wilmar Paredes      |                  |
| 2025  | Kieran Haug        | Eric Brunner       | Ramón Muñiz         |                  |

## Palmarès féminin
| Année            | Vainqueur           | Deuxième                | Troisième           |                  |
| ---------------- | ------------------- | ----------------------- | ------------------- | ---------------- |
| 1987             | Nancy Shipp         | Jonell Mill             | Laurie King         |                  |
| 1988             | Jane Marshall       | Carol Rogers-Dunning    | Janelle Parks       |                  |
| 1989             | Carolyn Donnelly    | Kim Cashon              | Julie Young         |                  |
| 1990             | Carolyn Donnelly    | Melissa Mayfield        | Molly Taubeneck     |                  |
| 1991             | Laura Peycke        | Carolyn Donnelly        | Linda Kruse         |                  |
| 1992             | Jane Gagne          | Janelle Parks           | Martha Wavrin       |                  |
| 1993             | Martha Wavrin       | Molly Renner            | Pamela Schuster     |                  |
| 1994             | Carolyn Donnelly    | Molly Renner            | Rosalind Reekie-May |                  |
| 1995             | Carolyn Donnelly    | Heather Tallman         | Emily Robbins       |                  |
| 1996             | Desiree Margagliano | Teri Ralser             | Heather Tallman     |                  |
| 1997 non disputé |                     |                         |                     |                  |
| 1998             | Jeannie Longo       |                         |                     |                  |
| 1999             | Kimberly Bruckner   | Andrea Ratkovic-Bowman  | Julie Hanson        |                  |
| 2000             | Mari Holden         | Jeannie Longo           | Kimberly Bruckner   |                  |
| 2001             | Geneviève Jeanson   | Kimberly Bruckner       | Lyne Bessette       |                  |
| 2002             | Geneviève Jeanson   | Kimberly Bruckner       | Karen Bockel        |                  |
| 2003             | Geneviève Jeanson   | Manon Jutras            | Katrina Berger      |                  |
| 2004             | Amber Neben         | Brooke Ourada           | Kimberly Anderson   |                  |
| 2005             | Kimberly Baldwin    | Geneviève Jeanson       | Lynn Gaggioli       |                  |
| 2006             | Kristin Armstrong   | Anne Samplonius         | Erinne Willock      |                  |
| 2007             | Mara Abbott         | Rachel Heal             | Dotsie Bausch       |                  |
| 2008             | Leah Goldstein      | Leigh Hobson            | Felicia Greer       |                  |
| 2009             | Kristin Armstrong   | Alison Powers           | Katheryn Curi       |                  |
| 2010             | Mara Abbott         | Alison Powers           | Catherine Cheatley  |                  |
| 2011             | Clara Hughes        | Mara Abbott             | Kathryn Donovan     |                  |
| 2012             | Kristin Armstrong   | Carmen Small            | Alison Powers       |                  |
| 2013             | Mara Abbott         | Alison Powers           | Janel Holcomb       |                  |
| 2014             | Mara Abbott         | Flávia Oliveira         | Abigail Mickey      |                  |
| 2015             | Mara Abbott         | Katie Hall              | Lauren Stephens     |                  |
| 2016             | Mara Abbott         | Kristin Armstrong       | Jasmin Duehring     |                  |
| 2017             | Tayler Wiles        | Katie Hall              | Leah Thomas         |                  |
| 2018             | Katie Hall          | Sara Poidevin           | Leah Thomas         |                  |
| 2019             | Brodie Chapman      | Chloé Dygert            | Jasmin Duehring     |                  |
| 2020             | annulé/abandonné    | annulé/abandonné        | annulé/abandonné    | annulé/abandonné |
| 2021             | annulé/abandonné    | annulé/abandonné        | annulé/abandonné    | annulé/abandonné |
| 2022             | Lauren De Crescenzo | Kristabel Doebel-Hickok | Austin Killips      |                  |
| 2023             | Austin Killips      | Marcela Prieto          | Emily Ehrlich       |                  |
| 2024             | Lauren Stephens     | Nadia Gontova           | Eleanor Wiseman     |                  |
| 2025             | Lauren Stephens     | Sidney Swierenga        | Emma Langley        |                  |